# Ду Вэй
Ду Вэй (кит. 杜威, пиньинь Dù Wēi; 9 февраля 1982, Чжэнчжоу, Хэнань, КНР) — китайский футболист, защитник. Выступал в сборной Китая, где являлся капитаном и участвовал в чемпионате мира 2002 года.

## Клубная карьера
Ду Вэй начал футбольную карьеру в команде «Шанхай Кэйбл 02», представляющий третий по значимости дивизион Чемпионата Китая по футболу. В 2002 году его пригласили в «Шанхай Шэньхуа», где он начал играть на позиции центрального защитника и опорного полузащитника. Во втором профессиональном сезоне добился включения в основной состав команды и играл на постоянной основе. По итогам года с командой «Шанхай Шэньхуа» завоевал титул чемпиона Китайской Лиги Цзя-А до того, как она была официально переименована в Суперлигу Китая. Однако практически весь следующий сезон был вынужден пропустить из-за травмы, а команда неожиданно для всех выступила очень плохо, заняв 10-е место в Лиге.
После возвращения в строй он вновь стал игроком основного состава, а его игра на позиции центрального защитника заинтересовала шотландский «Селтик», а его агент Эдмунд Чу, президент РЭМП Менеджмент Груп (англ. RAMP Management Group) начал оформлять документы о переходе в Шотландскую Премьер-лигу в сезоне 2005/06 годов. Контракт был рассчитан на короткий срок — всего 6 месяцев, по итогам выступления срок мог быть продлён. В «Селтике» он несколько раз выступал в качестве запасного игрока, при этом находясь на скамейке, а дебют состоялся в третьем раунде Кубка Шотландии против «Клайда» 9 января 2006 года, в котором его команда неожиданно проиграла 2-1 . По итогам неудачного дебюта Ду Вэй был заменён во втором тайме. В итоге, контракт не был продлён, а игрок вернулся в Шанхай.
Вернувшись в «Шанхай Шэньхуа», Ду Вэй достаточно быстро стал снова попадать в основной состав, а затем, в сезоне 2008 года стал капитаном. 10 марта 2010 «Ханчжоу Гринтаун» объявил о переходе Ду Вэя, кроме того, за ним был сохранён номер 5. Также он стал капитаном новой команды, а на позиции защитника играл с бывшим одноклубником по «Шанхай Шэньхуа» Ын Ваи Чхиу. Помог команде выступить завоевать высшее в истории клуба место — 4-е и получить право впервые выступить в Лиге чемпионов Азии.

## Международная карьера
Ду Вэй был капитаном молодёжной команды Китая (до 23) и олимпийской сборной, составленной преимущественно из её игроков в 2004 году. По итогам выступлений получил высокие оценки от известного игрока сборной Фань Чжии. На Чемпионате мира среди молодёжных команд 2001 года в Аргентине его заметил Марадона, который описал его как «скоростного игрока… с чувством того, как надо защищаться». С этого момента он начал попадать в состав первой сборной Китая, а его дебют состоялся в матче против национальной команды Тринидада и Тобаго в товарищеском матче 5 августа 2001 года, который завершился со счётом 3-0 в пользу китайской команды. Несмотря на отсутствие опыта выступления на международной арене, игрок и в дальнейшем вызывался в национальную сборную, так он попал на Чемпионат мира по футболу 2002 года, на который китайская сборная пробилась впервые в своей истории. Из-за травмы Ду Вэй не приглашался на матчи национальной команды для выступлений на Кубке Азии 2004 года, где команда попала в финал — Ари Хан предпочёл вызвать для игры в защите Чжэн Чжи. После турнира Ду Вэй вновь стал вызываться в национальную команду, в том числе он выступал на Кубке Азии 2007 года. Когда главным тренером Сборной Китая стал Гао Хунбо, Ду Вэй был избран капитаном, команда завоевала первое место в розыгрыше Чемпионата Восточной Азии 2010 года, а он сам был назван «лучшим игроком турнира».

## Статистика

### Статистика выступлений за клуб
По данным на 6 ноября 2010
| Сезон   | Команда          | Страна    | Дивизион | Матчи | Голы |
| ------- | ---------------- | --------- | -------- | ----- | ---- |
| 2000    | Шанхай Кэйбл 02  | Китай     | 3        | ?     | ?    |
| 2001    | Шанхай Кэйбл 02  | Китай     | -        | -     | -    |
| 2002    | Шанхай Шэньхуа   | Китай     | 1        | 24    | 0    |
| 2003    | Шанхай Шэньхуа   | Китай     | 1        | 23    | 1    |
| 2004    | Шанхай Шэньхуа   | Китай     | 1        | 14    | 1    |
| 2005    | Шанхай Шэньхуа   | Китай     | 1        | 17    | 1    |
| 2005/06 | Селтик           | Шотландия | 1        | 0     | 0    |
| 2006    | Шанхай Шэньхуа   | Китай     | 1        | 19    | 2    |
| 2007    | Шанхай Шэньхуа   | Китай     | 1        | 15    | 1    |
| 2008    | Шанхай Шэньхуа   | Китай     | 1        | 28    | 3    |
| 2009    | Шанхай Шэньхуа   | Китай     | 1        | 20    | 3    |
| 2010    | Ханчжоу Гринтаун | Китай     | 1        | 27    | 3    |

### Голы на международной арене
В списке результатов голы Китая представлены первыми.
| № | Дата            | Место                                   | Соперник                   | Счёт | Итог | Соревнование                                   |
| - | --------------- | --------------------------------------- | -------------------------- | ---- | ---- | ---------------------------------------------- |
| 1 | 22 февраля 2006 | Стадион Тяньхэ, Гуанчжоу                | Флаг Государства Палестина | 1-0  | 2-0  | Кубок Азии по футболу 2007 (отборочный турнир) |
| 2 | 21 января 2009  | Спортивный Центр Жёлтый Дракон, Ханчжоу | Флаг Вьетнама              | 3-1  | 6-1  | Кубок Азии по футболу 2011 (отборочный турнир) |
| 3 | 22 ноября 2009  | Спортивный Центр Жёлтый Дракон, Ханчжоу | Флаг Ливана                | 1-0  | 1-0  | Кубок Азии по футболу 2011 (отборочный турнир) |
| 4 | 18 декабря 2010 | Чжухайский спортивный центр, Чжухай     | Флаг Эстонии               | 1-0  | 3-0  | Товарищеский матч                              |

## Достижения

### Клубные
Шанхай Шэньхуа
- Чемпионат Восточной Азии: чемпион, 2007
- Китайская Лига Цзя-А: чемпион, 2003

### Международные (сборная)
- Чемпионат Восточной Азии: чемпион, 2010

### Личные
- Лучший молодой игрок Азии: 2001
- Чемпионат Восточной Азии: лучший игрок турнира, 2010